# ANBO-51
ANBO-51 – litewski samolot szkolny z 2. połowy lat 30. XX wieku.

## Historia

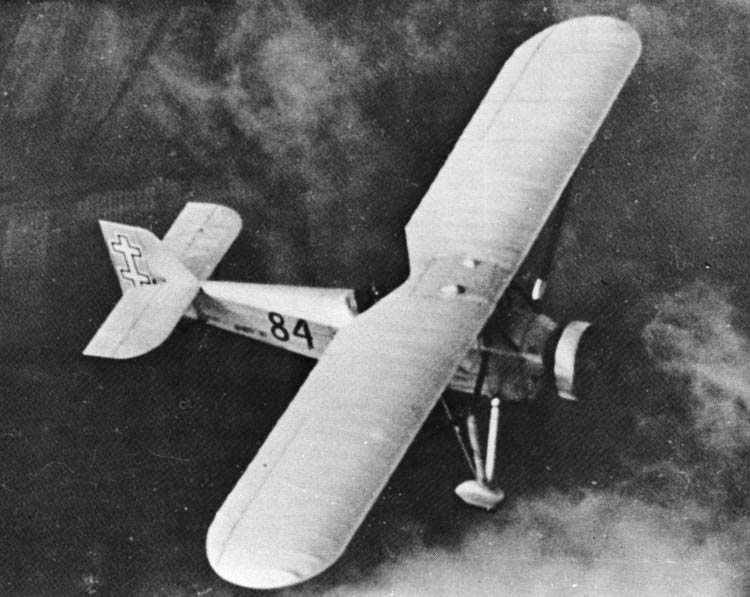
ANBO-51 w locie.

Wyprodukowane w ilości zaledwie pięciu egzemplarzy udane samoloty szkolenia podstawowego ANBO-V były w połowie lat 30. już mocno wyeksploatowane, więc konstruktor Warsztatów Lotniczych w Kownie Antanas Gustaitis rozpoczął prace nad zmodernizowaną wersją tego udanego modelu. Zmiany polegały na montażu mocniejszej jednostki napędowej, dzięki czemu nastąpił wzrost osiągów i zwrotności płatowca. Prototyp został zbudowany i oblatany w 1936 roku. Produkcja seryjna wyniosła początkowo pięć egzemplarzy, z których pierwszy został dostarczony lotnictwu wojskowemu w sierpniu 1937 roku. Do wiosny 1938 roku wyprodukowano kolejne pięć sztuk, co daje łącznie 10 egzemplarzy (maszyny miały numery ewidencyjne 81–84 i 785–789). Jeden z nich otrzymał skrócone skrzydła, co miało ułatwić szkolenie z wyższego pilotażu.
Po agresji Niemiec na Polskę, 16 września 1939 roku rząd litewski podjęły decyzję o częściowej mobilizacji sił zbrojnych. W jej rezultacie kilka ANBO-51 zostało skierowanych do jednostek bojowych: dwa trafiły do 6. eskadry rozpoznawczej I Grupy Lotniczej, a jeden przydzielono do 8. eskadry rozpoznawczej w tej samej Grupie. Pojedyncze maszyny przyporządkowano też sztabowi III Grupy Lotniczej (bombowej) i 5. eskadrze myśliwskiej z II Grupy Lotniczej. 26 września 1939 roku rozpoczęto demobilizację sił zbrojnych, by uniknąć pretekstu do agresji ze strony III Rzeszy i ZSRR. W chwili wkroczenia wojsk radzieckich na Litwę (15 czerwca 1940 roku) w użyciu były wszystkie wyprodukowane egzemplarze ANBO-51, z których siedem znajdowało się w szkolnictwie, a po jednej sztuce było przydzielone do 3., 7. i 8. eskadry. Po proklamowaniu Litewskiej Socjalistycznej Republiki Radzieckiej litewskie lotnictwo zostało przeformowane w Ludową Eskadrę, a skład której weszły m.in. trzy samoloty ANBO-51 (pozostałe zmagazynowano bądź skasowano). Kres istnienia Ludowej Eskadry nastąpił w momencie ataku Niemiec na ZSRR, kiedy to większość samolotów zostało zniszczonych na lotniskach lub zdobytych przez wojska agresora.

## Opis konstrukcji i dane techniczne

Silnik Armstrong Siddeley Genet Major IV eksponowany w MLP w Krakowie

ANBO-51 był jednosilnikowym, dwumiejscowym górnopłatem szkolnym konstrukcji drewnianej. Kadłub wykonany był ze spawanych rur stalowych krytych płótnem, a skrzydła i usterzenie z drewna, także z płóciennym poszyciem. Rozpiętość skrzydeł wynosiła 11,35 metra, a powierzchnia nośna miała wielkość 20,65 m². Obciążenie powierzchni wynosiło 46 kg/m². Długość samolotu wynosiła 7,3 metra, a jego wysokość 2,82 metra. Masa własna płatowca wynosiła 510 kg, zaś masa całkowita (startowa) 820 kg. Podwozie klasyczne, stałe.
Napęd stanowił chłodzony powietrzem 7-cylindrowy silnik gwiazdowy Armstrong Siddeley Genet Major IV o mocy 118 kW (160 KM). Obciążenie mocy wynosiło 5,92 kg/KM. Prędkość maksymalna wynosiła 210 km/h, a prędkość minimalna 80 km/h. Maszyna osiągała pułap 4000 metrów w czasie 20 minut (czas wznoszenia na wysokość 2000 metrów wynosił 8 minut).